# 利索韋 (巴拉尼夫卡區)
50°16′33″N 27°49′1″E / 50.27583°N 27.81694°E
利索韋（烏克蘭語：Лісове），是烏克蘭北部的村莊，隸屬日托米爾州的茲維亞赫爾區。該村面積1.12平方公里，海拔高度225米，2001年人口190，人口密度每平方公里170.1人。